# Skin (película neerlandesa)
Skin es una película de los Países Bajos estrenada en 2008 y cuyo protagonista es Robert de Hoog.

## Argumento
A finales de los años 70, Frankie (Robert de Hoog) tiene 17 años, es un joven que crece en los Países Bajos trabajando en el negocio familiar: una pequeña lavandería. Su padre es un sobreviviente judío al holocausto y tiene frecuentemente alucinaciones con los campos de concentración. En su adolescencia, Frankie acostumbra drogarse y escuchar punk y ska junto a sumejor amigo Jeffrey (Juliann Ubbergen), un surinamés negro cuya familia tiene un salón de belleza como negocio. La madre de Frankie: Anna (Sylvia Poorta) es la contadora del pequeño negocio familiar. Su salud va deteriorándose y se le diagnostica cáncer. Frankie cae en la delincuencia uniéndose a un grupo de skinheads neonazis y alejándose de Jeffrey cuando el grupo de rebeldes al que ahora pertenece ofendiera en la calle a la madre de Jeffrey.
Frankie termina en la cárcel por apuñalar a un joven antillano en una riña; y su padre se encuentra profundamente dolido por el hecho de que Frankie se haya convertido en neonazi.